# Nuna (serie televisiva)
Nuna (hangeul: 누나, lett. Sorella maggiore; titolo internazionale My Beloved Sister) è una serie televisiva sudcoreana trasmessa su MBC dal 12 agosto 2006 al 18 febbraio 2007.

## Trama
Venendo da una famiglia benestante, Yoon Seung-joo ha sempre vissuto con sicurezza e una determinazione di ferro. Egocentrica e volubile, perde facilmente la pazienza con i fratelli minori, mentre è dolce e amorevole con il suo ragazzo. Tuttavia, quando il padre va in bancarotta e poi scompare, Seung-joo si ritrova senza preavviso a dover affrontare per la prima volta i debiti, la povertà e le difficoltà che il mondo reale offre, e a doversi far carico della famiglia. Affrontando sia i momenti felici, sia quelli più duri con un cuore sincero e aperto, Seung-joo impara che nella vita non ci sono solo l'avidità e la ricerca del denaro, e guadagna coraggio e determinazione di fronte alle avversità. Durante questo momento difficile, Kim Geon-woo, un docente universitario che aveva rotto con Seung-joo a causa della sua famiglia umile, torna nella vita della ragazza a chiederle una seconda possibilità.

## Personaggi

### Personaggi principali
- Yoon Seung-joo, interpretata da Song Yun-ah.
- Kim Geon-woo, interpretato da Kim Sung-soo.
- Yoon Soo-ah, interpretata da Heo Young-ran.
- Kim Geon-se, interpretato da Kang Kyung-joon.

### Personaggi ricorrenti
- Padre di Seung-joo, interpretato da Jo Kyung-hwan.
- Yoon Hyuk-joo, interpretato da Baek Hyun.
- Yoon Young-joo, interpretato da Maeng Se-chang.
- Padre di Soo-ah, interpretato da Jo Hyung-ki.
- Madre di Soo-ah, interpretata da Song Ok-sook.
- Kim Geon-sook, interpretata da Yoon Yoo-sun.
- Padre di Geon-woo, interpretato da Park Geun-hyung.
- Madre di Geon-woo, interpretata da Kim Ja-ok.
- Nonna di Geon-woo, interpretata da Oh Hyun-kyung.
- Noh Yoo-soon, interpretata da Ahn Yeon-hong.
- Zia di Geon-woo, interpretata da Yang Hee-kyung.
- Zio di Geon-woo, interpretato da Kang Nam-gil.
- Proprietaria del negozio di alimentari, interpretata da Kim Sun-hwa.
- Usuraio, interpretato da Jung Ho-keun.
- Ji-na, interpretata da Park Eun-bin.
- Padre di Ji-na, interpretato da Song Seung-hwan.
- Nonna di Ji-na, interpretata da Jung Hye-sun.

## Riconoscimenti
| Anno | Premio           | Categoria                                          | Ricevente | Risultato       |
| ---- | ---------------- | -------------------------------------------------- | --------- | --------------- |
| 2006 | MBC Drama Awards | Premio speciale alla recitazione, attrice veterana | Kim Ja-ok | Vincitore/trice |

## Distribuzioni internazionali
| Paese    | Canale/i | Prima TV                   | Titolo adottato           |
| -------- | -------- | -------------------------- | ------------------------- |
| Taiwan   | TTV      | 29 maggio-5 settembre 2007 | 姊姊 (Sorella maggiore)   |
| Giappone |          |                            | 姉さん (Sorella maggiore) |